# 京都大学ラグビー部
京都大学ラグビー部（きょうとだいがくラグビーぶ、英語: Kyoto University Rugby Football Club）は、京都府京都市左京区にある京都大学のラグビー（ラグビーユニオン）部である。
京都大学の前身の一つにあたる旧制第三高等学校時代を含めると、慶應大学に次ぐ日本で2番目に古い伝統を持つ。全国大学選手権に5回の出場経験がある。

## 歴史

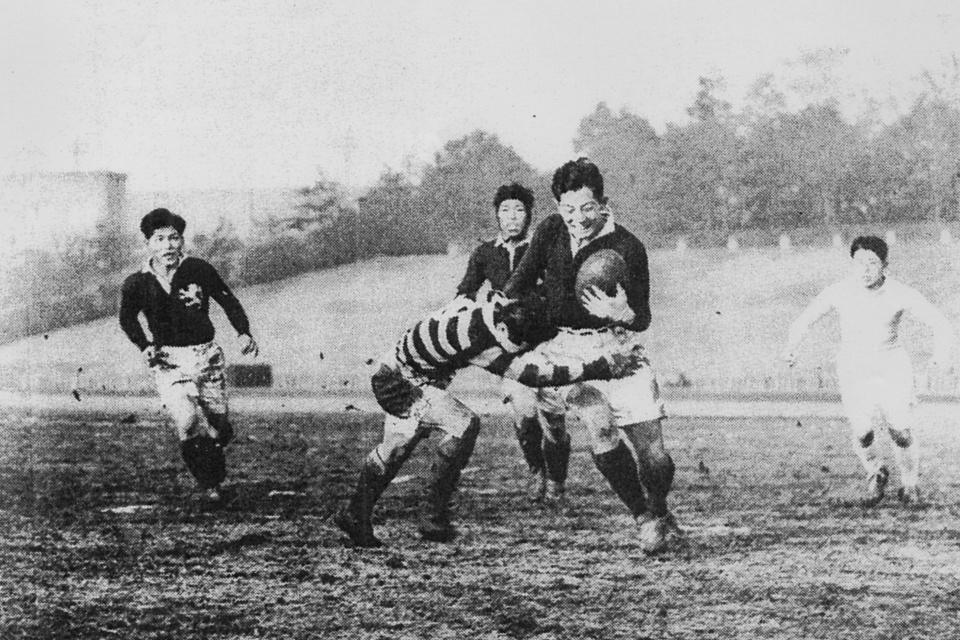
京都帝大対慶大（1938年1月1日）

- 1910年、三高生の堀江卯吉とその友人数名が、慶応の副主将である真島進からラグビーを習い、「第三高等学校嶽水会蹴球部」として創部。それを記念する石碑「第一蹴の地」が、賀茂御祖神社（下鴨神社、京都市左京区）内の雑太社（さわたしゃ）に、1969年（昭和44年）、京都大学ラグビー部OBによって建てられた[1][2]。この石碑の前にある糺の森（ただすのもり）馬場で、当時練習が行われたという[1][3]。
- 1914年、三高ラグビー選手だった者やラグビー経験者によって「京大ラグビー倶楽部」が結成される。
- 1922年、京都帝国大学学友会運動部の一つとして「京都帝国大学ラグビー部」として正式に創部。
- 1925年、東京帝国大学ラグビー部の創設者・香山蕃が監督に就任。
- 1928年1月7日、早稲田大を14対11で下し、初の全国制覇。
- 1929年1月7日、早稲田大を9対6で下し、2度目の全国制覇。
- 1935年1月7日、明治大を16対13で下し、3度目の全国制覇。
- 1965年度、関西第3代表として大学選手権初出場。早稲田大に9-25で敗れる。
- 1987年度、Bリーグに降格
- 1997年度、全国地区対抗大学ラグビーフットボール大会で準優勝。
- 2007年度、OB会を中心に「京大ラグビーフットボールクラブ」が結成される。宇治グラウンドを天然芝化。
- 2012年3月には宇治グラウンドにクラブハウスが完成した。

## タイトル
- 東西学生ラグビーフットボール対抗王座決定戦:  3回
  - 1927、1928、1934

## 最近の戦績
関西大学ラグビーフットボールリーグ
| 年度 | 所属 | 順位 | 勝 | 敗 |
| ---- | ---- | ---- | -- | -- |
| 2007 | B    | 4位  | 6  | 3  |
| 2008 | B    | 5位  | 6  | 3  |
| 2009 | B    | 7位  | 4  | 5  |
| 2010 | B    | 8位  | 2  | 7  |
| 2011 | B    | 9位  | 2  | 7  |

## 大学選手権での戦績
出場5回　0勝5敗
| 年度 | 大会   | 大会  | スコア  | 対戦チーム              | 備考          |
| ---- | ------ | ----- | ------- | ----------------------- | ------------- |
| 1965 | 第2回  | 1回戦 | ●9-25○  | 早稲田大学（関東1位）   | 関西3位で出場 |
| 1968 | 第5回  | 1回戦 | ●18-27○ | 中央大学（リーグ戦2位） | 関西3位で出場 |
| 1971 | 第8回  | 1回戦 | ●9-89○  | 早稲田大学（対抗戦1位） | 関西3位で出場 |
| 1973 | 第10回 | 1回戦 | ●6-71○  | 早稲田大学（対抗戦1位） | 関西2位で出場 |
| 1974 | 第11回 | 1回戦 | ●6-58○  | 明治大学（対抗戦4位）   | 関西3位で出場 |

## 在籍した選手
- 星名秦（元京都大学ラグビー部監督、元同志社大学教授・同大工学部長・同大学長）
- 奥村竹之助（日本代表監督、三菱商事、日銀外国為替管理委員 / 神戸一中 → 三高）
- 三島實（旧姓：足立、LO、日本代表選手、三菱化成工業 / 天王寺中 → 旧制・大阪高）
- 足立卓夫（No.8、日本代表選手 / 天王寺中）
- 平生三郎（CTB、日本代表選手、東洋紡副社長 / 甲南高）
- 馬場武夫（WTB、日本代表選手 / 三高）
- 磯田一郎（元住友銀行頭取・会長、経団連副会長、元全日本代表）
- 柴垣復生（SO、日本代表選手、神戸製鋼 / 海軍兵学校）
- 市口順亮（元京都大学ラグビー部監督 、元新日鐵釜石ラグビー部主将・監督・副部長）
- 野依良治[4]（ノーベル化学賞、科学技術振興機構研究開発戦略センター長・名古屋大学特別教授・理化学研究所理研フェロー）
- 谷口誠（日本経済新聞記者 / 膳所高）
- 小川拓朗（FL、清水建設ブルーシャークス / 西大和学園高）